# McKey
McKey és una concentració de població designada pel cens dels Estats Units a l'estat d'Oklahoma. Segons el cens del 2000 tenia 135 habitants.

## Demografia
Segons el cens del 2000, McKey tenia 135 habitants, 55 habitatges, i 38 famílies. La densitat de població era de 8,9 habitants per km².
Dels 55 habitatges en un 36,4% hi vivien nens de menys de 18 anys, en un 61,8% hi vivien parelles casades, en un 5,5% dones solteres, i en un 30,9% no eren unitats familiars. En el 25,5% dels habitatges hi vivien persones soles el 12,7% de les quals corresponia a persones de 65 anys o més que vivien soles. El nombre mitjà de persones vivint en cada habitatge era de 2,45 i el nombre mitjà de persones que vivien en cada família era de 2,92.
Per edats la població es repartia de la següent manera: un 26,7% tenia menys de 18 anys, un 1,5% entre 18 i 24, un 33,3% entre 25 i 44, un 25,2% de 45 a 60 i un 13,3% 65 anys o més.
L'edat mediana era de 36 anys. Per cada 100 dones de 18 o més anys hi havia 94,1 homes.
La renda mediana per habitatge era de 24.732 $ i la renda mediana per família de 41.528 $. Els homes tenien una renda mediana de 26.250 $ mentre que les dones 16.250 $. La renda per capita de la població era de 15.696 $. Cap de les famílies estaven per davall del llindar de pobresa.

## Poblacions més properes
El següent diagrama mostra les poblacions més properes.